# FK Hajduk Kula
Maillots
Le Fudbalski Klub Hajduk Kula (en serbe : Фудбалски Клуб Хајдук Кула), plus couramment abrégé en Hajduk Kula, est un ancien club serbe de football fondé en 1912 puis disparu en 2013, et basé dans la ville de Kula, en Voïvodine.

## Historique
- 1912 : fondation du club[1]

## Bilan sportif

### Bilan par saison
| Saison    | Championnat | Championnat | Championnat | Championnat | Championnat | Championnat | Championnat | Championnat | Championnat | Championnat | Coupe de Serbie     |
| Saison    | Division    | Pos         | Pts         | J           | V           | N           | D           | BP          | BC          | Diff        | Coupe de Serbie     |
| --------- | ----------- | ----------- | ----------- | ----------- | ----------- | ----------- | ----------- | ----------- | ----------- | ----------- | ------------------- |
| 2006-2007 | 1re         | 5e          | 46          | 32          | 14          | 4           | 14          | 29          | 30          | -1          | Seizièmes de finale |
| 2007-2008 | 1re         | 8e          | 37          | 33          | 8           | 13          | 12          | 25          | 31          | -6          | Huitièmes de finale |
| 2008-2009 | 1re         | 6e          | 38          | 33          | 9           | 11          | 13          | 23          | 34          | -11         | Seizièmes de finale |
| 2009-2010 | 1re         | 14e         | 30          | 30          | 7           | 9           | 14          | 28          | 40          | -12         | Huitièmes de finale |
| 2010-2011 | 1re         | 13e         | 29          | 30          | 7           | 8           | 15          | 25          | 37          | -12         | Seizièmes de finale |
| 2011-2012 | 1re         | 11e         | 33          | 30          | 9           | 6           | 15          | 28          | 44          | -16         | Seizièmes de finale |
| 2012-2013 | 1re         | 8e          | 38          | 30          | 10          | 8           | 12          | 36          | 32          | +4          | Huitièmes de finale |

Légende
- Promotion en division supérieure.
- Relégation en division inférieure.

### Bilan européen
Note : dans les résultats ci-dessous, le score du club est toujours donné en premier
| Saison    | Compétition     | Tour            | Club            | Domicile | Extérieur | Total     |
| --------- | --------------- | --------------- | --------------- | -------- | --------- | --------- |
| 1997      | Coupe Intertoto | Groupe 8        | Halmstads BK    | 0 - 1    | N/A       | Troisième |
| 1997      | Coupe Intertoto | Groupe 8        | TPS Turku       | N/A      | 2 - 1     | Troisième |
| 1997      | Coupe Intertoto | Groupe 8        | Kongsvinger IL  | 2 - 0    | N/A       | Troisième |
| 1997      | Coupe Intertoto | Groupe 8        | Lommelse SK     | N/A      | 2 - 3     | Troisième |
| 2006-2007 | Coupe UEFA      | Deuxième tour Q | CSKA Sofia      | 1 - 1    | 0 - 0     | 1 - 1E    |
| 2007      | Coupe Intertoto | Deuxième tour   | NK Maribor      | 5 - 0    | 0 - 2     | 5 - 2     |
| 2007      | Coupe Intertoto | Troisième tour  | União de Leiria | 1 - 0    | 1 - 4 ap  | 2 - 4     |

Légende
- Victoire ou qualification pour le tour suivant
- Match nul
- Défaite ou élimination de la compétition

## Identité visuelle

- 2005
2005 - 2013

## Entraîneurs du club
| - Jožef Sep - Oto Knezi - Ferenc Plattkó (1921 - 1922) - László Égető - Géza Knefély - Ljubomir Rankov - János Katatics - Pera Struklić - Sima Šuvakov - Stevan Ćirić - Sava Prekajac - Gojko Obradov - Uroš Ćirić - Petar Rujer - Slobodan Anđelković - József Treml - Stevan Pejčić - Mirko Juhas - Vilmoš Gemeri | - Ivan Savković - Gradimir Bogojevac - Edo Plac - Đorđe Belogrlić - Nikola Josić - Božidar Koloković - Miodrag Vlaški - Đorđe Jovanić - Luka Malešev - Veliša Popović - Ilija Tojagić - Joakim Vislavski - Žarko Bulatović - Miloš Cetina - Milan Sredanović - Milorad Sekulović (1989 - 1992) - Nenad Starovlah (1992 - 1993) - Željko Jurčić - Nikola Rakojević (1997 - 1998) | - Slavenko Kuzeljević (2000 - 2002) - Miloljub Ostojić (2002) - Momčilo Raičević (2003 - 2004) - Miloljub Ostojić (2004) - Boris Bunjak (2005) - Dragoljub Bekvalac (2005 - 2006) - Nebojša Vučićević (2006) - Miroslav Vukašinović (2007 - 2008) - Radmilo Jovanović (2008 - 2009) - Bogdan Korak (2009) - Žarko Soldo (2009 - 2010) - Zdenko Glumac (2010) - Dragoljub Bekvalac (2010 - 2011) - Petar Kurćubić (2011) - Zoltán Szabó (2011 - 2012) - Veličko Kaplanović (2012) - Milan Milanović (2012 - 2013) |  |